# آزادی‌های چهارگانه

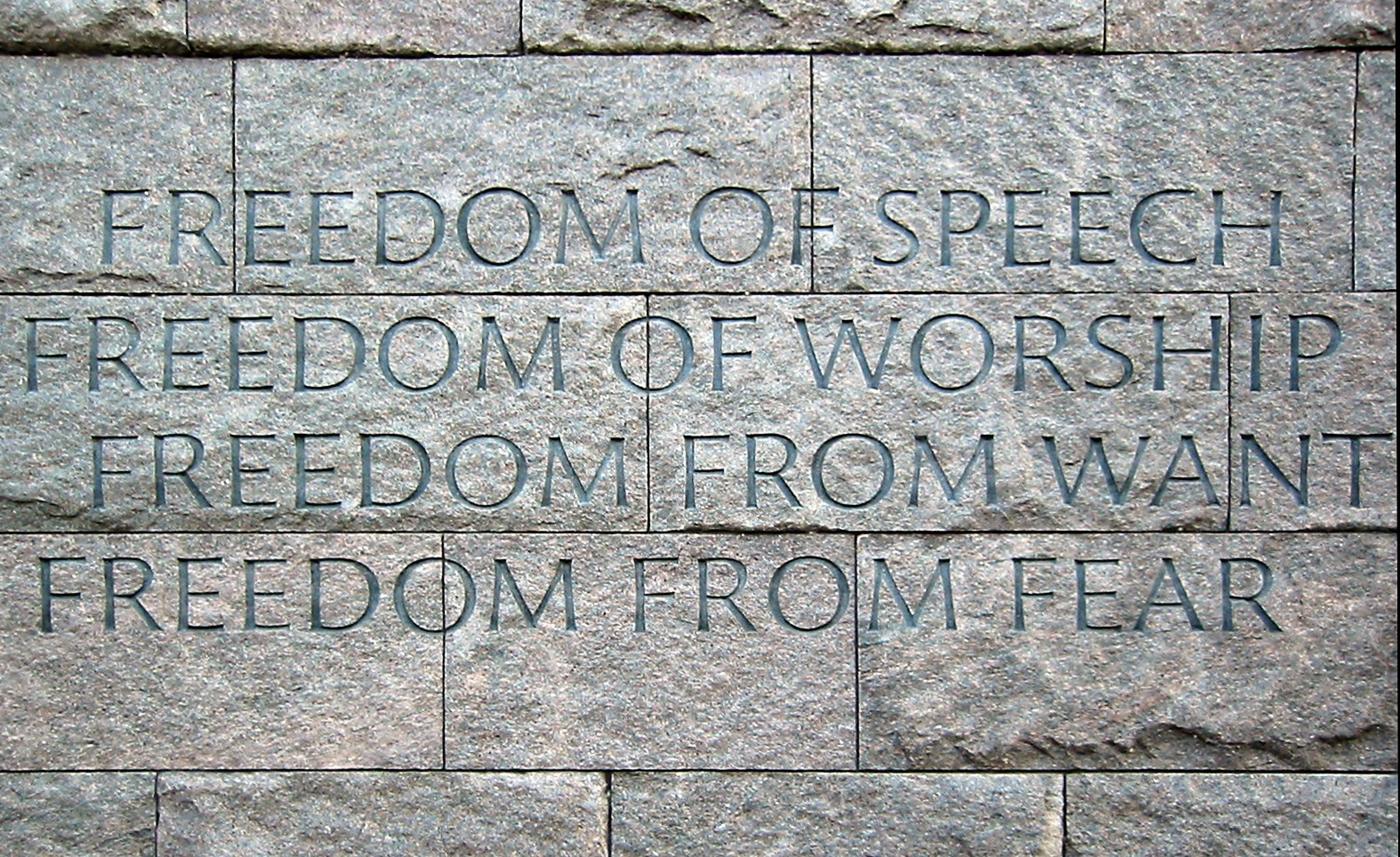
عکس دیوار منقش به "چهار آزادی" در یادبود فرانکلین دلانو روزولت، واشنگتن دی سی

آزادی‌های چهارگانه (به انگلیسی: Four freedoms) فرمولی با اهداف اجتماعی و سیاسی با نگاه جهانی که فرانکلین دلانو روزولت رئیس‌جمهور آمریکا در پیامی به کنگره در ۶ ژانویه ۱۹۴۱ بیان کرد. روزولت این آزادی‌ها را چنین برشمرد:
- آزادی بیان
- آزادی افراد در پرستش خداوند به آیین خودشان
- آزادی از قید احتیاج
- آزادی از ترس

روزولت برای تأمین آخرین آزادی خواستار کاهش تسلیحات در سراسر جهان شد به طوری که هیچ کشوری در هیچ نقطهٔ دنیا نتواند به همسایه‌اش تجاوز کند.
آزادی چهارم در بیان روزولت آزادی از ترس بود.